# Factor Racing
Factor Racing is een wielerploeg die een Sloveense licentie heeft. De ploeg bestaat sinds 2004 en komt uit in de continentale circuits van de UCI.
In 1957 wordt in de gelijknamige stad de Kolesarski klub Kranj (wielerclub Kranj) opgericht. Vanaf 2004 reed het team tien jaar lang met een continentale licentie. Dit onder de naam: Sava. De ploeg werd in die jaren gesponsord door Sava, een producent van banden.
Tussen 2014 en 2021 zette ploeg een stap achteruit. Ze werd actief in het nationale circuit van Slovenië. Echter, sedert 2022 is de ploeg terug actief als UCI continentaal team. Anno 2025 is de ploeg het fabrieksteam van Factor bikes, een Britse fietsenconstructeur. 

## Ploegsamenstelling

### 2025
| Naam              | Geboortedatum | Nationaliteit | Ploeg 2024                       |
| ----------------- | ------------- | ------------- | -------------------------------- |
| Henrique Avancini | 30-03-1989    | Brazilië      | Caloi Team                       |
| Adam Bradáč       | 20-06-2006    | Tsjechië      | Neo                              |
| Maj Flajs         | 28-01-2005    | Slovenië      |                                  |
| Marcel Gladek     | 31-07-2005    | Slovenië      |                                  |
| Nejc Komac        | 20-06-2003    | Slovenië      |                                  |
| Jaka Marolt       | 21-09-2005    | Slovenië      |                                  |
| Sven Mernik       | 14-06-2006    | Slovenië      | Neo                              |
| Gal Oblak         | 25-08-2006    | Slovenië      | Neo                              |
| Grega Podlesnik   | 29-07-2004    | Slovenië      |                                  |
| Paul Wright       | 03-02-1998    | Nieuw-Zeeland | REMBE Pro Cycling Team Sauerland |

### Vertrokken
| Renner          | Geboortedatum | Nationaliteit | Ploeg 2025                  |
| --------------- | ------------- | ------------- | --------------------------- |
| Gašper Otoničar | 14-12-2003    | Slovenië      | KK Ribno Alpine Resort Bled |
| Teo Pečnik      | 31-03-2002    | Slovenië      | Adria Mobil                 |
| Mihael Štajnar  | 06-10-2000    | Slovenië      | Ljubljana Gusto Santic      |
| Luka Ziherl     | 24-12-2002    | Slovenië      | gestopt                     |
| Matic Žumer     | 19-11-1997    | Slovenië      | Adria Mobil                 |